# Tiannan (köpinghuvudort i Kina, Jiangxi Sheng, lat 28,11, long 115,11)
Tiannan är en köpinghuvudort i Kina. Den ligger i provinsen Jiangxi, i den sydöstra delen av landet, omkring 99 kilometer sydväst om provinshuvudstaden Nanchang. Antalet invånare är 17 215. Befolkningen består av 8 044 kvinnor och 9 171 män. Barn under 15 år utgör 21,0 %, vuxna 15-64 år 71 %, och äldre över 65 år 6,0 %.
Runt Tiannan är det tätbefolkat, med 411 invånare per kvadratkilometer. Närmaste större samhälle är Xiangcheng, 11,5 km nordost om Tiannan. Trakten runt Tiannan består till största delen av jordbruksmark.
Genomsnittlig årsnederbörd är 2 092 millimeter. Den regnigaste månaden är maj, med i genomsnitt 337 mm nederbörd, och den torraste är oktober, med 32 mm nederbörd.